# Plaça dels Tres Poders
La plaça dels Tres Poders, en portuguès Praça dos Três Poderes, és un espai públic obert de Brasília, la capital del Brasil. El nom deriva de les seus dels tres poders públics que es troben al voltant de la plaça: l'executiu, representat pel Palau del Planalto (seu presidencial); el legislatiu, representat pel Congrés Nacional; i el judicial, representat pel Suprem Tribunal Federal. La plaça va ser dissenyada per Lúcio Costa i Oscar Niemeyer, amb projectes estructurals de Joaquim Cardozo.

## Característiques
La plaça es troba a l'extrem oriental del Pla Pilot; té unes mides d'aproximadament 120 x 220 metres, de manera que els edificis representatius dels poders no sobresurtin entre els altres, amb la idea de que inicialment els poders són harmònics i independents i, per tant, tenen el mateix pes.
No és una plaça tradicional, no posseeix arbres ni cap altre element que proporcioni ombra a les persones que romanguin en ella. De vegetació, solament les palmeres imperials que circumden la superfície de l'aigua a l'altura del Congrés Nacional. Com que els edificis al voltant de la plaça, a les orientacions nord i sud ocupen una àrea reduïda amb relació a l'àrea total del terreny, es va obtenir un efecte escultòric impressionant. Durant la nit, causa un efecte molt vistós el joc de llums dirigides a les columnes dels palaus blancs, suggerint estar suspesos a l'aire.

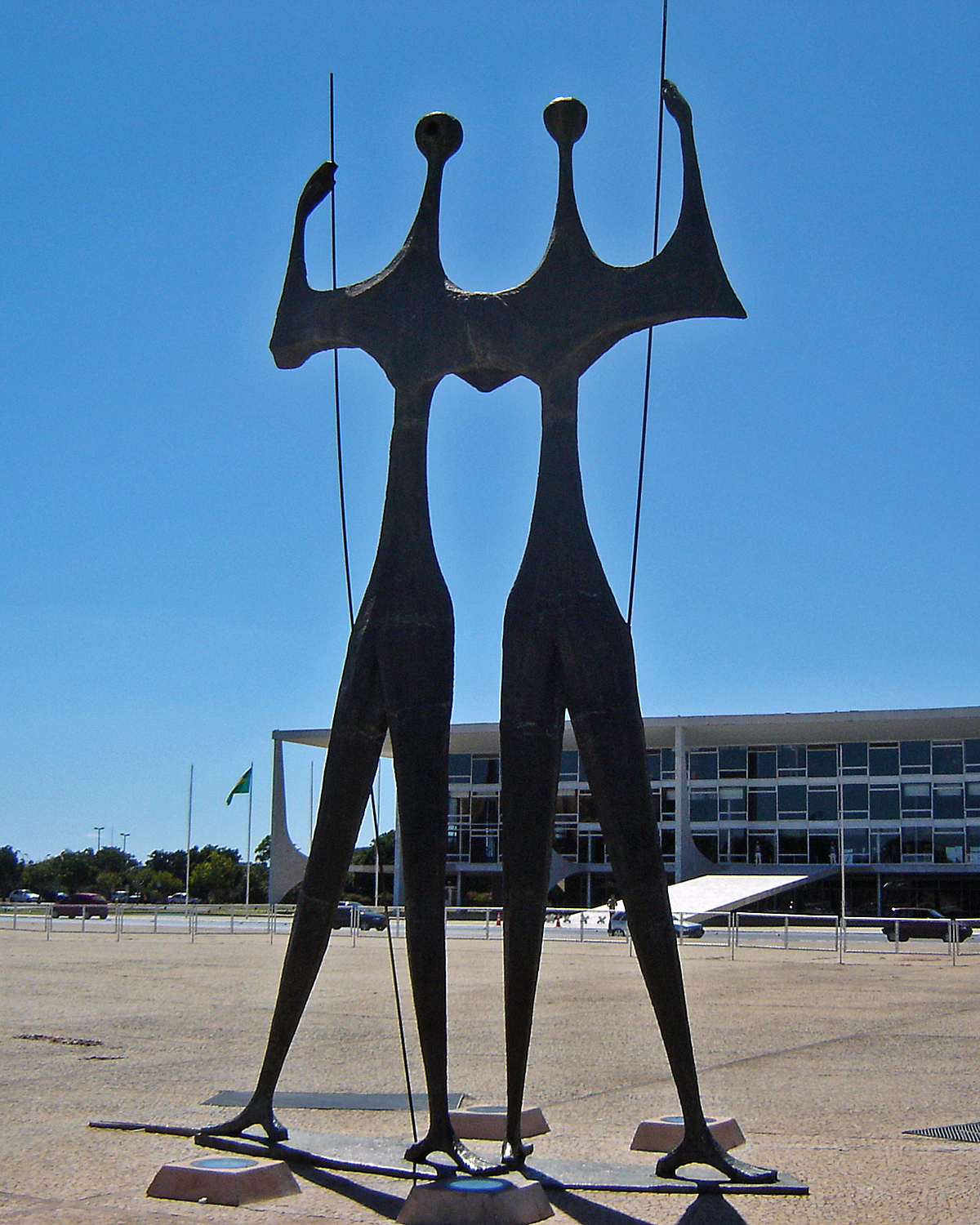
Os Guerreiros, de Bruno Giorgi

A més dels palaus, la plaça dels Tres Poders inclou les escultures Os Guerreiros de Bruno Giorgi (més coneguda com Os Candangos), considerada un símbol de Brasília; i A Justícia, d'Alfredo Ceschiatti, davant del Suprem Tribunal Federal. A més, es pot veure la Pira de la Pátria i el Marc Brasília, després que la Unesco va declarar la ciutat Patrimoni de la Humanitat. Al costat oriental de la plaça s'hi troba el Museu Històric de Brasília, a la façana del qual s'hi troba un bust de Juscelino Kubitschek, gran precursor de la construcció de la nova capital. O Pombal és una escultura dissenyada per Niemeyer, encomanada per l'esposa del president Jânio Quadros.

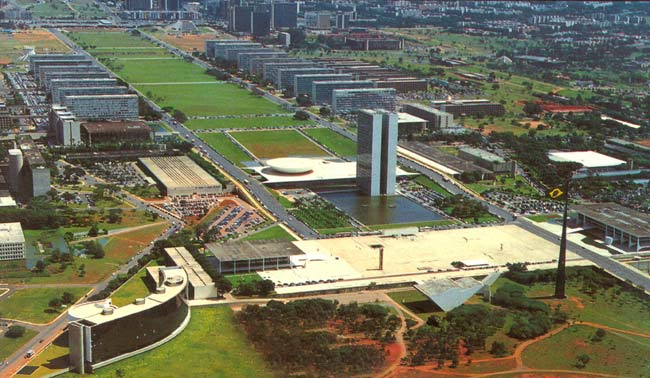
Vista aèria de la plaça

Al costat occidental hi ha el Panteó de la Pàtria, construït en honor del president Tancredo Neves i que serveix com a homenatge dels herois nacionals. La seva forma suggereix la imatge d'un colom. A la sala principal es pot admirar les vidrieres de Marianne Peretti i el panell sobre la Inconfidencia Mineira de João Câmara. Al Saló Vermell s'hi pot apreciar el panell d'Athos Bulcão. En la tercera planta es troba el Llibre dels Herois i Heroïnes de la Pàtria.
L'Espai Lúcio Costa, situat a la part posterior de la Plaça dels Tres Poders, mostra una maqueta de Brasília de 179 metres quadrats. L'Espai Oscar Niemeyer està a la part posterior de la plaça. És una edificació cilíndrica, amb una àrea de 433 m², on es poden admirar panells, dibuixos i fotos de les obres de l'arquitecte. Malgrat estar una mica allunyat en relació amb els altres monuments, és considerat part de la plaça. La plaça dels Tres Poders és un important punt de visita turística i de concentracions populars, no només les cíviques, com el canvi de guàrdia del palau presidencial o la hissada de la bandera, sinó també de les grans manifestacions de reivindicació i protesta.
Lúcio Costa volia que la plaça dels Tres Poders fos un Versalles, no un Versalles reial, sinó del poble. El seu objectiu era emfatitzar el contrast de la part civilitzada, de gestió del país, amb la naturalesa agresta del cerrado. Només després d'haver-se inaugurat, va constatar la semblança amb la plaça de la Concòrdia a París.

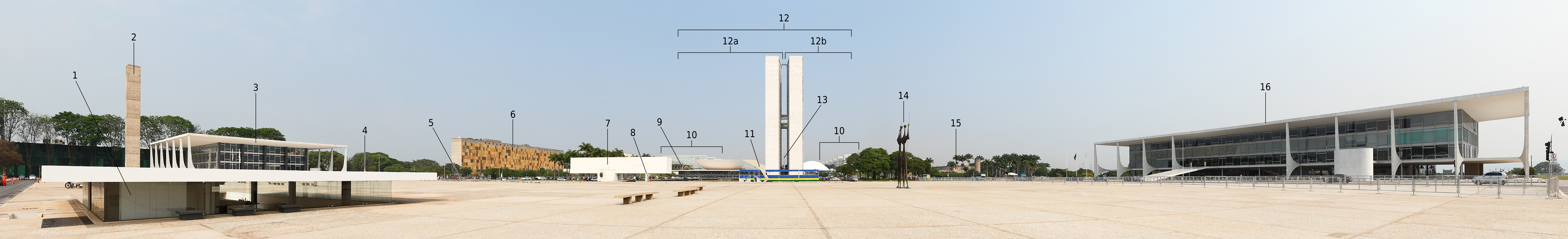
Plaça dels Tres Poders:
1. Centre del visitant
2. O Pombal, d'Oscar Niemeyer
3. Suprem Tribunal Federal
4. A Justícia, d'Alfredo Ceschiatti
5. Museu Espaço Lúcio Costa
6. Cambra de Diputats del Brasil, annex IV
7. Museu de la Ciutat
8. Monument a Israel Pinheiro
9. Palau Itamaraty
10. Esplanada dels Ministeris
11. Monument de la UNESCO
12. Complex del Congrés Nacional (Cambra de Diputats i Senat)
13. Torre de televisió de Brasília
14. Os Guerreiros, de Bruno Giorgi
15. Senat, annex II
16. Palau del Planalto

### Masteler especial

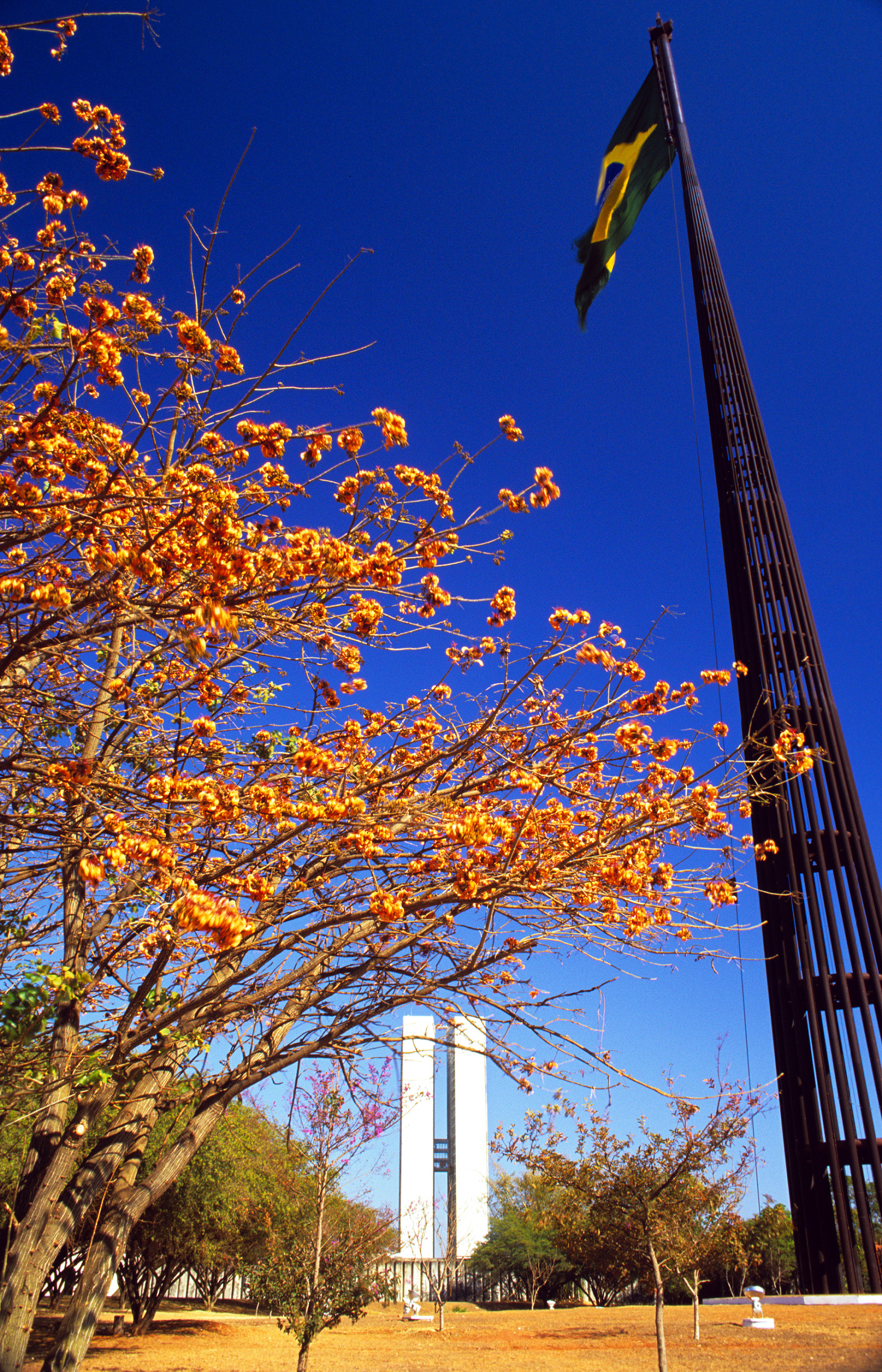
La bandera brasilera onejant sobre la plaça

La plaça també alberga el Masteler Especial de la plaça dels Tres Poders, un monument autoria de Sergio Bernardes en forma d'obelisc de 100 m d'altura amb una bandera del Brasil al capdamunt. La Llei 5700/71 determina la presència perenne d'una bandera del Brasil de 280 m². El pes de la bandera és d'uns 600 quilograms i va ser hissada per primera vegada el 21 d'abril de 1960. La bandera és reemplaçada el primer diumenge de cada mes en presència del Batalló de la Guàrdia Presidencial, dels Dragões da Independència (primer regiment de cavalleria), altres unitats i, en ocasions, del President de la República.

## Assalt als Tres Poders
El 8 de gener de 2023, aproximadament a les 15h (hora local), els edificis federals de la Plaça dels Tres Poders de Brasília —Palau del Planalto (seu de l'executiu), Congrés Nacional del Brasil (legislatiu) i Suprem Tribunal Federal (judicial)— van ser envaïts per uns 4.000 partidaris de l'expresident Jair Bolsonaro.